# 野口晴男
野口 晴男（のぐち はるお、1935年 - 2012年7月7日）は小学館専務取締役。

## 経歴
東京教育大学を卒業と同時に小学館に入社。週刊ポスト2代目編集長としてライバル誌・週刊現代を追い抜いて出版社系週刊誌を代表する1つに育て上げた。その後、GORO、写楽、週刊女性セブン、CanCamなどの編集長を経て、1986年に同社取締役となる。その後、1991年に常務取締役。1996年に専務取締役を務めた。2001年に監査役に退き、2003年に退職。
2012年7月7日に心不全のため死去。享年77。